# Осткака
Осткака (швед. ostkaka, со швед. — «ost» — «сыр» и со швед. — «kaka» — «торт»), также шведский чизкейк или шведский творожный пирог — шведский десерт, который берёт свое начало в двух разных частях Швеции, Хельсингланде и Смоланде.
Блюдо обычно едят тёплым, с джемом или сладким сиропом, обычно морошковым, вишнево-малиновым, клубничным, брусничным; а также фруктами, сливками или, реже, с мороженым.
Несмотря на сходство, как в рецептуре, так и в названии (в дословном переводе), осткаку не следует путать с чизкейком. Шведы обычно называют последний английским названием, или «американским чизкейком», чтобы избежать путаницы. Хотя даже в меню скандинавских ресторанов их иногда путают.
Существуют различия между осткакой из Хельсингланда, напоминающей по текстуре халлуми, с мягкозернистой из Смоланда.

## Традиционные рецепты
Осткаку традиционно готовят, добавляя сычужный фермент в тёплую смесь молока и муки, и позволяя казеину свернуться. Затем запекают в духовке и осторожно разогревают перед подачей на стол. Десерт следует подавать тёплым, а не горячим, так как это сведёт на нет его вкус.

### Осткака по-Хельсингландски
Осткака готовится только из основных ингредиентов, с местными вариациями, предусматривающими добавление сливок или сахара. Затем процеженный творог прессуют в форму для выпечки и выпекают на среднем огне до полного застывания. Необходим ли тонкий шафрановый слой или нет, всё ещё является предметом жарких споров. Десерт можно хранить в холодном виде до подачи, после чего его нарезают и повторно нагревают в духовке со сливками, пока он не начнет кипеть. К моменту подачи блюдо должно равномерно распределиться по тарелке, достигнув идеальной температуры.

### Осткака по-Смоландски
Сливки, сахар, яйца, миндаль и горький миндаль добавляются к творогу, который процеживается, но не прессуется, для получения жидкого теста, которое затем выливается в форму для выпечки. Традиционно Смоландский вариант готовят в большой медной кастрюле. Говорят, что это привело к традиции позволять гостям брать свои порции из центра осткаки, тем самым избегая любых следов меди, которые могли выщелачиваться в смесь там, где она соприкасается с горшком. Часто говорят, что серединка самая сливочная и сочная, и поэтому больше подходит для угощения гостей. В любом случае блюдо запекается до консистенции яичницы-болтуньи перед тем, как будет вынуто.

### Упрощенные рецепты
Поскольку процесс свертывания молока сложен, альтернативные рецепты, предназначенные для домашнего приготовления, вместо этого используют местные аналоги готового творога в качестве основы для десерта.

## Национальный день
С 2004 года 14 ноября в Швеции отмечается «День Осткаки». Он был создан и продвигается некоммерческой организацией «Ostkakans vänner» («Друзья Осткаки»), основанной весной 2003 года.